# Tibouchinopsis
Tibouchinopsis är ett släkte av tvåhjärtbladiga växter. Tibouchinopsis ingår i familjen Melastomataceae.
Kladogram enligt Catalogue of Life:
| Tibouchinopsis | \| \| Tibouchinopsis glutinosa \| \| \| \| \| \| Tibouchinopsis mirabilis \| \| \| \| |
|                | \| \| Tibouchinopsis glutinosa \| \| \| \| \| \| Tibouchinopsis mirabilis \| \| \| \| |
|                | Tibouchinopsis glutinosa                                                              |
|                |                                                                                       |
|                | Tibouchinopsis mirabilis                                                              |
|                |                                                                                       |